# Franciszka Guttner
Siostra Franciszka Guttner od Jezusa Ukrzyżowanego (właściwie Jadwiga Zofia Aleksandra Guttner) (ur. 17 marca 1906 w Karlsruhe Niemcy, zm. 13 kwietnia 1999 w Rzymie) – zakonnica, misjonarka, pedagog, historyk.
Pochodziła ze spolszczonej szlachty kalwińskiej. Córka Józefa, inżyniera elektrotechnika, i Olgi z Fichtnerów, a prawnuczka kapitana Michała Guttnera, powstańca listopadowego, adiutanta generała Paca. Była potomkiem podstarościego Jana Guttnera (zm. 1733).
Wychowywała się w Karlsruhe, Warszawie i Moskwie. W roku szkolnym 1915/1916 została przyjęta do klasy wstępnej gimnazjum francuskiego przy kościele katolickim św. Piotra i Pawła w Moskwie. Po śmierci ojca, w 1918 roku razem z matką i młodszym bratem Władysławem, powróciła do Warszawy i po zdaniu egzaminu wstępnego rozpoczęła naukę w Gimnazjum Państwowym im. Królowej Jadwigi, które ukończyła wiosną 1925 roku.
W latach 1925–1930 studiowała na Wydziale Humanistycznym Uniwersytetu Warszawskiego, które ukończyła przedstawiając pracę magisterską pt. "Organizacja Ministerstwa Spraw Zagranicznych w dobie powstania listopadowego 1830-1831" i uzyskując stopień magistra filozofii w zakresie historii (30 kwietnia 1930). Profesor Wacław Tokarz napisał, że była "pracowniczką rzetelną, o dużej wartości". W październiku 1933 uzyskała kwalifikacje nauczyciela szkół średnich. 
Od 1920 roku była aktywnym członkiem Związku Harcerstwa Polskiego, a w czasie studiów zaangażowała się w prace Stowarzyszenia Katolickiej Młodzieży Akademickiej Iuventus Christiana i wydawnictwie Młodzież Katolicka. W latach 1933–1935 przebywała w Rzymie, pisząc pracę doktorską pt. "Stosunek Stolicy Apostolskiej do Konstytucji Trzeciego Maja i Konfederacji Targowickiej", którą obroniła w styczniu 1937 roku. Podczas pobytu w Rzymie (2 lutego 1934) została przyjęta do Zgromadzenia Sióstr Urszulanek Serca Jezusa Konającego przez jego założycielkę, św. Urszulę Ledóchowską. Jednakże dopiero po zakończeniu pracy naukowej rozpoczęła nowicjat i złożyła śluby zakonne (15 sierpnia 1939).
W czasie II wojny światowej była przełożoną domu Zgromadzenia w Lipnicy borykając się z przejęciem majątku przez okupanta niemieckiego, a następnie w 1945-1948 była kierowniczką domu dziecka w Otorowie. 
We wrześniu 1948 roku wyjechała do Włoch, gdzie kolejno kierowała domami Zgromadzenia w Villino (via Boccea), Scauri (1950-9), Rzymie (via Primavalle 1959–1966; via Ricotti 1966–1970). W latach 1970–6 pełniła funkcję przełożonej włoskiego centrum Zgromadzenia, a w latach 1976–1980 była przełożoną domu generalnego Zgromadzenia w Rzymie (via del Cassaletto). Prowadziła także pracę misjonarską w Ameryce Południowej (1969-1970), gdzie Zgromadzenie podjęło pracę w domach księży skalabrinianów w Buenos Aires i w Merlo. 
Posługiwała się biegle kilkoma językami i była autorką przekładów pism Urszuli Ledóchowskiej na język francuski, włoski, niemiecki.
Pochowana została na rzymskim cmentarzu w Prima Porta a liturgii pogrzebowej przewodniczył bp Stanisław Dziwisz. W telegramie kondolencyjnym nadesłanym przez Jana Pawła II, papież wspomniał jej ofiarną pracę, dobroć i oddanie Kościołowi.

## Życiorys
- Archiwum Uniwersytetu Warszawskiego
- Archiwum Zgromadzenia Sióstr Urszulanek
- Biogram S. Franciszki Guttner od Jezusa Ukrzyżowanego
- Biuletyn Polonia Włoska. polonia-wloska.org. [zarchiwizowane z tego adresu (2007-08-15)].